# Elim Klimov
Elim Klimov (ryska: Элем Германович Климов, Elem Germanovitj Klimov), född 9 juli 1933 i Stalingrad (nuvarande Volgograd), död 26 oktober 2003 i Moskva, var en sovjetrysk filmregissör.
Tre av Klimovs filmer har fått svensk distribution: Avsked från Matiora  (1983), Agonia (1975, titeln kan översättas "Dödskamp") och Gå och se (1985). 
Filmen Agonia handlar om Grigorij Rasputin som levde under tsarväldets sista tid. Visning och distribution av filmen förbjöds av den sovjetiska censuren och den gick upp på ryska biografer först efter att glasnost införts vid mitten av 1980-talet. 
Avsked från Matiora var från början Klimovs frus, regissören Larisa Sjepitkos, projekt. Efter att hon avled i en bilolycka i början av filminspelningen åtog sig Klimov att färdigställa filmen. Avsked från Matiora berättar om människorna i byn Matoria som tvingas lämna sina hem på grund av ett dammbygge. Byn ligger på en liten ö som kommer att läggas under vatten när dammanläggningen är färdig.
Gå och se utspelas under andra världskriget i Vitryska SSR (nuvarande Vitryssland), som då tillhörde Sovjetunionen. Manuset skrevs av Klimov och den vitryske författaren Ales Adamovitj. Den handlar om en ung pojke, Fljora, som går med i partisanerna. Kriget skildras här som ett nedstigande i helvetet. Titel anspelar på Uppenbarelseboken och apokalypsen i Bibeln. Filmen är visuellt mycket stark och har ett stundtals collage-liknande ljudband. Den belönades med det stora priset på Moskvas internationella filmfestival. 
1986 blev Klimov ordförande i det Sovjetiska Filmförbundet.
Klimov deklarerade att han efter Gå och se inte tänkt göra några fler filmer, eftersom han tyckte att han med den filmen hade gjort allt som är möjligt att göra.

## Filmografi som regissör (urval)
- 1964 – Hjärtligt välkomna, eller stengt för obehöriga
- 1980 – Larisa
- 1981 – Agonia
- 1983 – Avsked från Matiora
- 1985 – Gå och se